# جوانا برادو
جوانا برادو بيلفورت (من مواليد 22 يونيو 1976) سيدة أعمال برازيلية أمريكية وعارضة أزياء سابقة.

## روابط خارجية
- جوانا برادو على موقع IMDb (الإنجليزية)
- Interview with Joana Prado (in Portuguese)